# Dijár Rabía

Felső-Mezopotámia (al-Dzsazíra) tartományai a középkorban, köztük keleten Dijár Rabía

Dijár Rabía (arab írással ديار ربيعة [Diyār Rabīʿa]) a középkori muszlim világban Felső-Mezopotámia (arab nevén Dzsazíra) egyik tartománya volt. Nevét, melynek jelentése nagyjából „Rabía szállásterülete”, az iszlám előtti időkben itt letelepedő Rabía-törzsről kapta.
A tartomány a mai Kelet-Szíria, Észak-Irak és Délkelet-Törökország területén helyezkedett el. Nyugaton a Hábúr völgye választotta el a Dijár Mudartól, illetve az Eufrátesz a Szír-sivatagtól, keleten pedig a Zagrosz határolta. Déli határa az eufráteszi al-Anbártól vagy még inkább az Ána városától a Tigrisen lévő Tikrítig húzódott, északon pedig hegyek választották el Dijár Bakrtól.
Legfontosabb városa és központja Moszul volt a Tigris partján. Alatta, a Nagy-Záb torkolata közelében helyezkedett el al-Hadísza városa, a Kis-Záb környékén pedig a középkorban zömmel keresztények lakta asz-Szinn, melyek mára nyom nélkül eltűntek. Tikrít már a történelmi Irak tartományhoz tartozott, Felső-Mezopotámia határa tőle valamivel északabbra húzódott. A Tigristől keletre Dakúk (mai nevén Tavúk) és Irbíl, a Tigris Moszul feletti részén pedig Dzsazírat Ibn Umar (ma Cizre Törökországban, a szír határnál) tartozott a jelentősebb települések közé. A Hábúr-völgy központja Naszíbin vagy Nuszajbin (az ókori Nisibis, ma Nusaybin) volt, de a forrásairól ismert Rasz al-Ajn és az erős várral rendelkező Márdín (ma Mardin) szintén népes és gazdag településnek számított. A Hábúr völgyének délebbi részén jórészt gyapottermelés folyt, kisebb jelentőségű településeken, a torkolatvidék pedig Dijár Mudarhoz tartozott.